# Egyptische zaagschubadder
De Egyptische zaagschubadder (Echis pyramidum) is een zeer giftige slang uit de familie adders (Viperidae).

## Naam en indeling
De wetenschappelijke naam van de soort werd voor het eerst voorgesteld door Isidore Geoffroy Saint-Hilaire in 1827. Oorspronkelijk werd de wetenschappelijke naam Scytale pyramidum gebruikt.

### Ondersoorten
De soort wordt verdeeld in twee ondersoorten, de voormalige ondersoort Echis pyramidum lucidus wordt tegenwoordig niet meer erkend. De huidige ondersoorten die onderstaand zijn weergegeven, met de auteur en het verspreidingsgebied.
| Naam                    | Auteur                       | Verspreidingsgebied           |
| ----------------------- | ---------------------------- | ----------------------------- |
| Echis pyramidum         | Geoffroy Saint-Hilaire, 1827 | Overige delen van het areaal. |
| Echis pyramidum leakeyi | Stemmler & Sochurek, 1969    | Kenia, Somalië, Ethiopië      |

## Uiterlijke kenmerken
Met een lengte van maximaal 80 centimeter is deze soort de grootste van alle zaagschubadders uit het geslacht Echis. Dit zijn echter uitschieters, de gemiddelde lichaamslengte is zo'n 30 tot 70 centimeter. De kleur is variabel; van grijszwart tot donkerbruin, ook lichtere kleuren komen voor. Net als alle Echis- soorten bestaat de dorsale tekening uit witte vlekken met een donkere rand, een zogenaamde diamanttekening. De bovenzijde van de rug is meestal donkerder gekleurd, boven op de kop is vaak een kruisvormige witte vlek zichtbaar.
De slang heeft 25 tot 33 rijen schubben in de lengte op het midden van het lichaam en 155 tot 189 schubben aan de buikzijde. Onder de staart zijn 29 tot 48 staartschubben aanwezig.

## Levenswijze
Deze nachtactieve dieren maken jacht op kleine zoogdieren, amfibieën en ongewervelden. Een legsel bestaat normaal uit 6 tot 20 eieren. De eieren worden afgezet op de bodem.
Het gif van de slang is zeer sterk en wordt in grote hoeveelheden toegediend, hierdoor is de soort ook levensgevaarlijk voor mensen. Bij gevaar maakt de slang een raspend geluid door zijn gekielde, van tandenrijen voorziene schubben tegen elkaar te wrijven. Dit dient als waarschuwingssignaal voor eventuele belagers.

## Verspreiding en leefgebied
Deze terrestrische soort komt voor in delen van het Midden-Oosten en noordelijk Afrika en leeft in de landen Centraal-Afrikaanse Republiek, Egypte, Eritrea, Ethiopië, Djibouti, Jemen, Kenia, Libië, Oman, Saoedi-Arabië, Somalië, Soedan, Tunesië en Oeganda. De habitat bestaat uit scrublands en graslanden. Ook in door de mens aangepaste streken zoals akkers, weilanden en landelijke tuinen kan de slang worden gevonden. De soort is aangetroffen van zeeniveau tot op een hoogte van ongeveer 1000 meter boven zeeniveau.

## Beschermingsstatus
Door de internationale natuurbeschermingsorganisatie IUCN is de beschermingsstatus 'veilig' toegewezen (Least Concern of LC).